# Garrett (Indiana)
Garrett è una città degli Stati Uniti d'America, situata nello Stato dell'Indiana e in particolare nella contea di DeKalb.